# Gladiolus zimbabweensis
Gladiolus zimbabweensis är en irisväxtart som beskrevs av Peter Goldblatt. Gladiolus zimbabweensis ingår i släktet sabelliljor, och familjen irisväxter. Inga underarter finns listade i Catalogue of Life.